# Ocotepeque (tỉnh)
Ocotepeque là một trong 18 tỉnh của Honduras, Trung Mỹ, tọa lạc ở phía tây quốc gia này và giáp với tỉnh Chalatenango của El Salvador và tỉnh Chiquimula của Guatemala. Tỉnh này được lập năm 1906 từ một phần tách ra của tỉnh Copán. Tỉnh lỵ là thành phố Ocotepeque.
Tỉnh này có diện tích 1.680 km², dân số ước khoảng 118.558 người (năm 2005).

## Các đô thị
1. Belén Gualcho
2. Concepción
3. Dolores Merendon
4. Fraternidad
5. La Encarnación
6. La Labor
7. Lucerna
8. Mercedes
9. Ocotepeque
10. San Fernando
11. San Francisco del Valle
12. San Jorge
13. San Marcos
14. Santa Fé
15. Sensenti
16. Sinuapa